# 深夜高速
「深夜高速」（しんやこうそく）は、日本のバンド・フラワーカンパニーズの16枚目のシングル。

## 解説
前作「真冬の盆踊り」より約1年8ヶ月ぶりのリリース。
表題曲はインディーズ時代から存在しており、もともとライブ会場限定で販売していたが、関係者やスタッフから「この売り方はもったいない」と意見が出たことで、全国流通で販売されることとなった。収録内容は、当時から変更されていない。
2013年5月、TBS系の『ARTiST』に出演し、「深夜高速」を2回フルで演奏した。続く6月には日本テレビ『スッキリ!!』に出演し、「深夜高速」を生披露、その直後Twitter「HOTワード」で、1位「フラカン」、2位「フラワーカンパニーズ」を独占した。
2013年10月23日に発売されたベスト・アルバム『新・フラカン入門 (2008-2013)』には、「深夜高速＜25th Anniversary Mix＞」が収録されている。同日に放送されたTBS『ARTiST』で、「深夜高速」をフィーチャーしたフラワーカンパニーズのドキュメンタリーが放送された。
iTunesでは「深夜高速＜25th Anniversary Mix＞」のほか「深夜高速」の様々なバージョンの音源をまとめた配信限定アルバム『深夜高速〜フラカン結成25周年記念全曲集〜』が販売されている。
2024年9月11日にはソニー・ミュージックダイレクトから「ロックンロール」とのカップリングでアナログ盤がリリース。

## 影響
- タレントの伊集院光は、この「深夜高速」を知って以降バンドのファンになった。2012年には両者の対談が実現し、バンドメンバーからは鈴木圭介（Vo）、グレートマエカワ（B）2名が参加した[4]。
- 2022年8月18日には、「深夜高速」に強い思い入れを持つお笑い芸人が集まったイベント「それぞれの深夜高速」が開催された。出演は芝大輔（モグライダー）、賀屋壮也（かが屋）、山里亮太（南海キャンディーズ）、伊藤幸司（ランジャタイ）の4名で、司会は角田晃広（東京03）。またボーカルの鈴木も「特別審査員」として出演している[5]。

## 収録曲
全編曲：フラワーカンパニーズ
1. 深夜高速 (4:16)
作詞・作曲：鈴木圭介
2. ノラリクラリ (2:56)
作詞・作曲：グレートマエカワ
3. フラワーカンパニーズのテーマ (3:17)
作詞：鈴木圭介　作曲：グレートマエカワ

## カバー

### 生きててよかったの集い
2009年にバンド結成20周年記念として、この「深夜高速」1曲のみを13組のアーティストがカバーしたトリビュート・アルバム『深夜高速 -生きててよかったの集い-』が発売された。このアルバムを通じ注目度はさらに上がり、再録された2009年バージョンが、FM802のヘヴィー・ローテーション楽曲に選ばれた。
- 斉藤和義
- 金子マリ
- 怒髪天
- ミドリ
- 中孝介
- 泉谷しげる
- 湯川潮音
- おとぎ話
- キャプテンストライダム
- かりゆし58
- 藤田大吾（alüto）
- GO!GO!7188
- YO-KING（真心ブラザーズ）

### その他
- 新山詩織
トリビュートアルバム「I♥FC MORE THAN EVER 〜FLOWER COMPANYZ TRIBUTE〜」収録。
- 高橋優
MTV Unplugged:Yu Takahashiで披露。DVDにも収録されている。
- 岡崎体育
自身と稲垣啓太が出演したSMBCグループのCMソング。2021年12月8日に配信限定シングルとして発売された[7]。
- 三浦透子
2022年に自身が出演したSMBCグループのCMソング。音源化はされていない。
- otsumami feat.mikan
2022年3月31日発売のデジタルアルバム「ピアノと私 #1」に収録[8]。
- 岸井ゆきの
2023年に自身が出演したSMBCグループのCMソングを英語バージョンでカバー[9]。

## メディアでの使用
- テレビ東京系ドラマ24『モテキ』（第2話）モテ曲

## 収録アルバム
深夜高速
- 世田谷夜明け前
- BEST FLOWER 〜Trash Years〜
- LIVE TRASH, RARE TRASH（ライブ音源）
- 深夜高速 -生きててよかったの集い-（2009年再録バージョン、オリジナルバージョンの2バージョンを収録）
- フラカン入門
- 新・フラカン入門 (2008-2013)（25th Anniversary Mix）
- 深夜高速〜フラカン結成25周年記念全曲集〜
- モテキ的音楽のススメ 土井亜紀・林田尚子盤（2009年再録バージョン）